# 秦德君
秦德君（1905年—1999年1月），女，彝族，四川忠县（今属重庆）人，中国共产党党员，第二、三、四、五、六、七届全国政协委员。

## 生平
1919年参加五四运动，以“秦文骏”为笔名在《国民公报》和《川报》发表《要求女子参政》。1920年自稱準備隨陈愚生去北京发展，出發前夕，在吴玉章家中晚宴踐行酒醉，遭《新蜀報》编辑穆濟波的性侵，曾企图自杀，最後因懷孕不得已同居，後來育有二女。
1923年在南京国立东南大学学习，經鄧中夏介紹，加入中國共產黨。1925年冬，邓中夏派秦德君去西安從事地下工作，與當時的第二集团军总政治部副部长刘伯坚有短暫戀情，並生有一女。1926年，出任中共西安市委常委兼妇女部长，1927年又任第二集团军特别党党委和女子宣传队队长。1927年春天，因騎馬坠马而結識郭春涛。1928年在上海经陈望道介绍與茅盾相识，二人一同前往日本並同居。當時茅盾已有家室，但生活並不美滿。茅盾當時的作品《虹》即是以秦德君及好友胡兰畦為原型。1929年9月胡風去东京的船上遇見秦德君，當時秦回上海墮胎，卻謊稱是替茅盾要版稅。兩人因家長介入分手後，1930年4月茅盾陪同秦回上海进行人工流產手术，茅盾回到原配孔德芷身边。這期間穆濟波曾來上海尋妻未果。1934年與劉湘的參謀長王心衛結婚。1940年與国民党中央委员郭春涛结婚。1946年后，到上海从事中共地下工作。
建国后历任第二、三、四、五、六、七届全国政协委员。1959年调至中国历史博物馆工作。文化大革命期間，從樓上被推下，以致腿斷傷殘，入秦城监狱。1975年4月5日出狱。1999年1月，以94岁高齡去世。